# Jacob Ferdinand Voet
Jacob Ferdinand Voet, född 1639 i Antwerpen, död 26 september 1689 i Paris, var en flamländsk barockmålare. Han specialiserade sig på porträtt och kombinerade det flamländska måleriets precision med stildrag från fransk och italiensk barock.